# 36 / 40M Nimród
De 36M of 40M "Nimród" was een Hongaarse variant van de Zweedse tank Luftvärnskanonvagn L-62 Anti II. De tank was bedoeld als wapen tegen vliegtuigen of tanks, maar het kanon bleek niet effectief tegen beter bepantserde tanks, zoals de KV-1. Zowel de tank als het kanon werden onder licentie gebouwd in Hongarije.

## Ontwikkeling
In 1939 werd er begonnen aan de ontwikkeling van de 36M. De tank werd gebouwd op het chassis van de 38m Toldi tank, die ook weer gebaseerd was op de Zweedse Landsvek L-60B. Speciaal voor de 36M werd het chassis verlengd. De bemanning bestond uit zes personen; een commandant, een bestuurder, twee schutters en twee laders. Het kanon was een 36M 40 mm Bofors die onder licentie gebouwd werd in Hongarije. De bedoeling was om het kanon voor zowel luchtdoelen als gronddoelen te gebruiken, maar tegen gronddoelen bleek het kanon niet effectief te zijn. Aan het einde van de Tweede Wereldoorlog werd het voertuig uitgerust met de 42M Kerngranate raket-granaat. Dit was een soort granaat die over de loop kon worden geschoven.

## Gebruik
De "Nimród" werd geproduceerd bij het bedrijf "Manfred Weiss Werken". De eerste 49 voertuigen werden geproduceerd met een Duitse Büssing-NAG L8V/36TR motor. De volgende 89 voertuigen kregen een Hongaarse Ganz IP VGT 107 Type II, die ook weer onder licentie werd gebouwd van Büssing.
Drie eenheden gebruikten de 36M:
- 51e zwaar pantserbataljon, 1e Hongaarse bepantserde divisie
- 52e zwaar pantserbataljon, 2e Hongaarse bepantserde divisie
- 1e Hongaarse cavaleriedivisie

In totaal werden er 135 gebouwd. De voertuigen opereerden in batterijen van zes. Een peloton bestond uit twee voertuigen.